# والتر ويلسون (لاعب كرة قاعدة)
والتر ويلسون (بالإنجليزية: Walter Wilson)‏ هو لاعب كرة قاعدة أمريكي، ولد في 24 نوفمبر 1913 في Glenn, Georgia ‏ في الولايات المتحدة، وتوفي في 17 أبريل 1994 في بريمن في الولايات المتحدة.

## وصلات خارجية
- والتر ويلسون على موقعبيزبول رفرنس.كوم (الدوري الرئيسي) (الإنجليزية)
- والتر ويلسون على موقعبيزبول رفرنس.كوم (الدوري الثانوي) (الإنجليزية)